# Internegativ
Internegativ kallas ett mellannegativ som används för kvalitetsmässig diabilds- eller negativkopiering. Denna typ av negativ görs rastrerad och är större än originalbilden, vanligen 9x12 centimeter. Från internegativet görs sedan kopieringen. Idag görs mycket av detta arbete med hjälp av digital scanning.